# Parlamento federale di transizione
Il Parlamento federale di transizione della Repubblica Somala (in somalo: Golaha Shacabka Federaalka Kumeelgaarka ee Jamhuuriyada Soomaaliya) è stata un'assemblea legislativa istituita in Somalia nel 2004 allo scopo di redigere una nuova Costituzione e di condurre il Paese verso la stabilità.

## Storia

### Antefatti
Dopo la caduta del regime di Siad Barre, nel gennaio 1991, la Somalia era precipitata in una sanguinosa guerra civile tra i signori della guerra locali: le principali fazioni in conflitto erano quella di Ali Mahdi, che era stato eletto Presidente ad interim, e quella che faceva capo al generale Aidid. Nel dicembre 1992, le vaste proporzioni del conflitto avevano indotto l'ONU ad intervenire militarmente nella regione, ma l'esito della missione, conclusasi due anni dopo, si era rivelato fallimentare.
Dopo la morte di Aidid, avvenuta nel 1996, si erano manifestati diversi tentativi di riappacificazione del Paese.
Un esito significativo fu raggiunto in occasione della conferenza di Gibuti del 2000, quando le varie fazioni si accordarono sull'istituzione di un Governo nazionale di transizione; il nuovo organismo, pur non riuscendo ad esercitare un effettivo controllo su tutto il territorio del Paese, pose le basi per la graduale riedificazione dell'architettura statale. In questo quadro si giunse, nel 2004, all'istituzione di un Governo federale di transizione, con il compito di redigere una nuova Costituzione provvisoria.
Il primo punto dell'accordo portò all'elezione di un'assemblea legislativa, in grado di rappresentare tutti i clan e le fazioni presenti nel Paese. La designazione dei singoli membri del Parlamento avvenne in base alla consistenza dei vari clan e sottoclan: Habr Ghedir e Abgal (che insieme formavano il clan degli Hauia), Dir, Darod e Isaaq, ai quali si aggiungevano diversi gruppi minori. L'assemblea si componeva di 275 membri, di cui 61 erano attribuiti a ciascuno dei quattro maggiori gruppi etnici e 31 restavano suddivisi tra tutti gli altri clan.

### Insediamento
Per motivi di sicurezza il Parlamento si riunì per la prima volta in Kenya, mentre, a partire dal 2006, fu convocato a Baidoa ed infine a Mogadiscio.
Tra i deputati del nuovo Parlamento vi furono: Hussein Farrah Aidid, figlio del generale Aidid; Hassan Abshir Farah, già Primo ministro dal 2001 al 2003; Mohamed Omar Habeb Dhere, signore della guerra; Osman Ali Atto, braccio destro di Aidid. Il primo atto del nuovo Parlamento fu l'elezione di Abdullahi Yusuf Ahmed alla carica di Presidente della Repubblica Somala; il governo fu invece affidato a Ali Mohammed Ghedi.
Il 27 novembre 2008 il governo giunse ad un accordo con i gruppi islamici ribelli, in modo da garantire loro una maggiore rappresentatività in Parlamento. Il numero di seggi fu portato a 550: 475 attribuiti ai clan somali (due terzi dei quali spettanti ai gruppi maggiori); i restanti 75 da assegnare a personalità indipendenti. Dopo le dimissioni di Yusuf Ahmed dalla carica di Presidente, inoltre, il Parlamento elesse come nuovo capo dello Stato Sharif Sheikh Ahmed, leader dell'Alleanza per la Riliberazione della Somalia, formazione islamista.
L'assemblea ha concluso i suoi lavori il 1º agosto 2012, attraverso l'approvazione della nuova Costituzione. Si è quindi proceduto alla formazione del nuovo Parlamento federale e alla nascita di un nuovo Governo.

### Presidenti dell'assemblea
- Sharif Hassan Sheikh Aden (15 settembre 2004 - 17 gennaio 2007)
- Adan Mohamed Nuur Madobe (31 maggio 2007 - 25 maggio 2010), in tale qualità Presidente della Repubblica ad interim dopo le dimissioni di Abdullahi Yusuf Ahmed
- Sharif Hassan Sheikh Aden (25 maggio 2010 - 20 agosto 2012)